# 着絲粒

1.染色分體 2.中節 3. 短臂 4. 長臂

中節（centromere），是染色体上兩條姊妹分體（英語：sister chromatids）相接觸的區域，将染色体分成二臂，主要作用是使复制的染色体在有丝分裂和减数分裂中可均等地分配到子细胞中。在很多高等真核生物中，中節看起来像是在染色体一个点上的浓缩区域，中節包含着丝点（英語：kinetochore，希腊语kínesis 運動；chóros 部位），着丝点是將染色体和纺锤丝微管相結合的蛋白质复合体，又称主缢痕（primary constriction）。
中節在细胞分裂前期和中期，把两个姐妹染色单体连在一起，到后期两个染色单体的着丝点分开。
在大部分真核生物中每个纺锤丝附着在不同的着丝点上。如啤酒酵母（Saccharomyces cerevisiae）附着在每个着丝点上仅一条纺锤丝。
若中節丢失了，那么染色体就失去了附着到纺锤丝上的能力，细胞分裂时染色体就会随机地进入子细胞。然而有中節的染色体也会出现这种异常分配，那就是复制后的两个染色体拷贝并不总是正确地分离进入子细胞。在此过程中发生错误的概率通常是很低的。如在酵母中分配发生错误的概率低于十万分之一。若发生错误会引起染色体数目的改变。

## 延伸閱讀
1. ↑  . 翰林雲端學院.   [2022-11-14]. （原始内容存档于2022-11-14）.

- Lodish, Harvey; Berk, Arnold; Kaiser, Chris A.; Krieger, Monty; Scott, Matthew P.; Bretscher, Anthony; Ploegh, Hiddle; Matsudaira, Paul.  6th. New York: W.H. Freeman. 2008. ISBN 978-0-7167-7601-7.
- Nagaki, Kiyotaka; Cheng, Zhukuan; Ouyang, Shu; Talbert, Paul B; Kim, Mary; Jones, Kristine M; Henikoff, Steven; Buell, C Robin; Jiang, Jiming. . Nature Genetics. 2004, 36 (2): 138–45. PMID 14716315. doi:10.1038/ng1289. 简明摘要 – Science Daily (January 13, 2004).